# Borneomymar
Borneomymar is een geslacht van vliesvleugeligen uit de familie Mymaridae. De wetenschappelijke naam van dit geslacht is voor het eerst geldig gepubliceerd in 2002 door Huber.

## Soorten
Het geslacht Borneomymar omvat de volgende soorten:
- Borneomymar discus Huber, 2002
- Borneomymar madagascar Huber, 2002
- Borneomymar primitivum Huber, 2002